# Anduzedoras
Anduzedoras is een monotypisch geslacht van straalvinnige vissen uit de familie van de doornmeervallen (Doradidae)..

## Soort
- Anduzedoras oxyrhynchus (Valenciennes, 1821)